# Saison 2018-2019 du Valenciennes FC
Maillots
Chronologie
Saison précédente Saison suivante
Après une treizième place obtenue l'année précédente, la saison 2018-2019 du Valenciennes FC est la cinquième consécutive en Ligue 2.

## Avant-saison

### Matchs amicaux de préparation
La reprise de l'entraînement est fixée le 18 juin au Mont-Houy.
| Date                     | Adversaire        | Lieu         | Score | Buteurs pour Valenciennes             | Buteurs adverses                                     |
| ------------------------ | ----------------- | ------------ | ----- | ------------------------------------- | ---------------------------------------------------- |
| Vendredi 29 juin 2018    | UNFP              | Dutemple     | 1 - 0 | Ribeiro Costa 6e                      | -                                                    |
| Mardi 3 juillet 2018     | Entente SSG       | Grandfresnoy | 3 - 0 | Ambri 5e, Privat 31e, Guezoui 90e     | -                                                    |
| Dimanche 8 juillet 2018  | KRC Genk          | Swolgen      | 1 - 4 | Robail 20e                            | Paintsil 14e, Zhegrova 59e, Samatta 76e, Karélis 78e |
| Mercredi 11 juillet 2018 | RSC Charleroi     | Swolgen      | 0 - 1 | -                                     | Dessoleil 77e                                        |
| Samedi 14 juillet 2018   | Fortuna Sittard   | Swolgen      | 1 - 1 | Guezoui 81e (pen.)                    | Smeets 3e                                            |
| Mardi 17 juillet 2018    | RC Lens           | Lens         | 2 - 2 | Romil 7e, Camara 36e                  | Doucouré 45e, Fortuné 58e                            |
| Vendredi 20 juillet 2018 | US Quevilly-Rouen | Valenciennes | 3 - 3 | Massouema 12e, Guezoui 36e (pen.) 52e | Shamal 40e 46e, Fumu Tamuzo 66e                      |

### Transferts

#### Mercato d'été
Le 16 mai 2018, le club annonce les prolongations de Elhadj Dabo (jusqu'en 2020) et Sébastien Roudet (2019), qui étaient en fins de contrats. Ahmed Kantari prolonge également son contrat (jusqu'en 2020) le 27 juin.
 Arrivées
Le 9 juin, Joffrey Cuffaut s'engage libre pour trois saisons, en provenance de l'AS Nancy-Lorraine.
Le gardien Hillel Konaté arrive de Boulogne le 12 juin.
Le 20 juin, Thomas Vincensini s'engage pour une saison, il sera le 3e gardien. Le Brésilien Lucas Ribeiro Costa signe son premier contrat professionnel pour une saison et deux en option.
Le 29 juin, Gaëtan Robail est prêté une saison supplémentaire par le Paris Saint-Germain. Quatre jours plus tard, le milieu Eden Massouema est prêté un an par le Dijon FCO.
Le 3 septembre, Florian Raspentino rejoint le club pour une saison, il était libre après sa rupture de contrat avec Eupen.
 Départs
Certains joueurs en fin de contrat ne se voient pas proposer de prolongation et quittent ainsi le VAFC, il s'agit de Loris Néry (il rejoint l'AS Nancy-Lorraine), Adil Azbague (Quevilly-Rouen), Cyrille Merville, Eloge Enza-Yamissi et Lossémy Karaboué.
Mehdi Tahrat, Saliou Ciss et Jordan Tell, prêtés la saison dernière, ne sont pas conservés et retournent dans leur club respectif.
Le 16 juin, le troisième gardien Nicolas Kocik est prêté une saison au Mans FC qui évolue en National 1. Gwenn Foulon est prêté une saison à Bastia-Borgo
Le 27 juin, Sigamary Diarra résilie son contrat après quatre saisons passées au club.
Le 25 juillet, Lenny Nangis est libéré de son contrat, un an après son arrivée, et rejoint le club grec de Levadiakos.
Lors du dernier jour du mercato, Sikou Niakaté rejoint l'En Avant de Guingamp mais il reste à VA en prêt jusqu'à la fin de la saison.

#### Mercato d'hiver
Arrivées
Le 12 janvier 2019, le VAFC obtient deux prêts jusqu'à la fin de la saison. Le premier est Saliou Ciss qui effectue son deuxième retour dans le club et le second est l'attaquant Nathaël Julan prêté par Guingamp.
Le 30 janvier, le club enregistre l'arrivée de Frédéric Bong en provenance du Paris FC et signe pour deux ans et demi.
 Départs
Le 4 janvier 2019, Sloan Privat est libéré de son contrat et s'engage avec le club turc d'Osmanlıspor. Le 24 janvier, Medhy Guezoui est également libéré de son contrat et rejoint le club de Chambly.
Le 28 janvier, Ahmed Kantari décide de mettre un terme à sa carrière de footballeur à la surprise générale malgré ses 14 matchs joués cette saison et rejoint le staff technique en tant qu'entraîneur adjoint.
Le 30 janvier, Chérif Quenum est prêté jusqu'à la fin de la saison au Stade bordelais. Le lendemain, Emmanuel Ntim est prêté à Trélissac.

## Compétitions

### Ligue 2
Valenciennes débute en championnat le 27 juillet 2018, avec la réception de l'AJ Auxerre.

#### Classement
| Rang | Équipe              | Pts | J  | G  | N  | P  | Bp | Bc | Diff |
| ---- | ------------------- | --- | -- | -- | -- | -- | -- | -- | ---- |
| 11   | LB Châteauroux      | 48  | 38 | 11 | 15 | 12 | 37 | 42 | −5   |
| 12   | Chamois niortais FC | 47  | 38 | 11 | 14 | 13 | 34 | 41 | −7   |
| 13   | Valenciennes FC     | 43  | 38 | 11 | 10 | 17 | 52 | 61 | −9   |
| 14   | AS Nancy lorraine   | 42  | 38 | 12 | 6  | 20 | 36 | 50 | −14  |
| 15   | AJ Auxerre          | 41  | 38 | 10 | 11 | 17 | 34 | 36 | −2   |

#### Évolution du classement et des résultats
| Journée  | 1 | 2 | 3 | 4 | 5 | 6  | 7  | 8  | 9  | 10 | 11 | 12 | 13 | 14 | 15 | 16 | 17 | 18 | 20 | 19 | 21 | 22 | 23 | 24 | 25 | 26 | 27 | 28 | 30 | 31 | 29 | 32 | 33 | 34 | 35 | 36 | 37 | 38 | Journées en tête | Journées promouvable | Journées barragiste de promotion | Journées barragiste de relégation | Journées relégable |
| -------- | - | - | - | - | - | -- | -- | -- | -- | -- | -- | -- | -- | -- | -- | -- | -- | -- | -- | -- | -- | -- | -- | -- | -- | -- | -- | -- | -- | -- | -- | -- | -- | -- | -- | -- | -- | -- | ---------------- | -------------------- | -------------------------------- | --------------------------------- | ------------------ |
| Rang     | 1 | 3 | 4 | 7 | 6 | 12 | 12 | 10 | 12 | 14 | 17 | 16 | 18 | 15 | 16 | 15 | 16 | 17 | 16 | 16 | 16 | 16 | 17 | 16 | 16 | 16 | 15 | 12 | 12 | 11 | 12 | 12 | 13 | 12 | 14 | 14 | 13 | 13 | 1                | 1                    | 2                                | 1                                 | 0                  |
| Résultat | G | G | N | D | N | D  | D  | G  | D  | D  | D  | N  | D  | G  | N  | N  | D  | D  | G  | D  | N  | D  | N  | G  | G  | D  | G  | G  | D  | G  | D  | N  | D  | N  | D  | D  | G  | N  | —                | —                    | —                                | —                                 | —                  |

### Coupe de France
Le VAFC entre en lice le 16 novembre, pour le septième tour, avec la réception de l'USL Dunkerque.

### Coupe de la Ligue
Le VAFC entre en lice le 14 août, pour le premier tour, avec la réception du FC Lorient. Ce match se solde par une défaite sur le plus petit des scores.

## Joueurs et encadrement technique

### Encadrement technique
L'équipe première est entraînée par Réginald Ray. Il est assisté de Nicolas Rabuel. 
Pascal Braud, entraîneur adjoint la saison passée, quitte le VAFC et rejoint le Stade lavallois où il occupera la même fonction. Rudy Mater quitte lui aussi sa fonction d'adjoint pour intégrer la cellule de recrutement aux côtés de José Saez.

### Statistiques individuelles

#### Classement des buteurs
Ce tableau regroupe l'ensemble des buteurs du VAFC en Ligue 2.
| Pl. | Buteur             | Buts |
| --- | ------------------ | ---- |
| 1   | Florian Raspentino | 11   |
| 2   | Gaëtan Robail      | 10   |
| 3   | Tony Mauricio      | 7    |
| 4   | Sébastien Roudet   | 4    |
| 5   | Julien Masson      | 3    |
| 5   | Jorris Romil       | 3    |
| 7   | Joffrey Cuffaut    | 2    |
| 7   | Kévin Cabral       | 2    |
| 7   | Nathaël Julan      | 2    |
| 7   | Johann Ramaré      | 2    |
| 11  | Elhadj Dabo        | 1    |
| 11  | Laurent Dos Santos | 1    |
| 11  | Medhy Guezoui      | 1    |
| 11  | Loïc Nestor        | 1    |

#### Classement des passeurs décisifs
Ce tableau regroupe l'ensemble des passeurs du VAFC en Ligue 2.
| Pl. | Passeur            | Passes |
| --- | ------------------ | ------ |
| 1   | Tony Mauricio      | 8      |
| 2   | Laurent Dos Santos | 6      |
| 2   | Gaëtan Robail      | 6      |
| 4   | Sébastien Roudet   | 3      |
| 5   | Medhy Guezoui      | 2      |
| 5   | Eden Massouema     | 2      |
| 5   | Florian Raspentino | 2      |
| 8   | Gaëtan Arib        | 1      |
| 8   | Frédéric Bong      | 1      |
| 8   | Saliou Ciss        | 1      |
| 8   | Joffrey Cuffaut    | 1      |
| 8   | Nathaël Julan      | 1      |
| 8   | Julien Masson      | 1      |
| 8   | Johann Ramaré      | 1      |
| 8   | Jorris Romil       | 1      |

### Récompenses et distinctions
Le club fait voter ses supporters pour désigner un joueur du mois parmi l'effectif du VAFC.
Anthony Goelzer est récompensé en août, Damien Perquis en septembre, Julien Masson en octobre et en janvier, Gaëtan Arib en novembre et en décembre, Kévin Cabral en février, Gaëtan Robail en mars, Sébastien Roudet en avril et en mai.
Roudet est désigné joueur de la saison.

### Équipementiers et sponsors
Alors qu'il lui restait une année d'accord avec Kipsta, le VAFC est désormais équipé par Acerbis.

## Popularité du club

### Affluence au stade du Hainaut
Avec 8 393 spectateurs de moyenne, pour une capacité commerciale de 16 673 places, l'affluence au stade du Hainaut classe le club à la 5e rang place du championnat. 159 460 spectateurs se seront rendus au stade du Hainaut au cours de la saison 2018-2019, soit 2 164 de plus que l'année précédente. La meilleure affluence est enregistrée lors de la 14e journée avec la venue de Lens (15 182 spectateurs). Hormis pour cette rencontre, l'affluence dépasse quatre fois la barre des 10 000 spectateurs (11 545 lors de la 8e journée contre le Red Star, 11 832 lors de la 33e journée contre Béziers, 11 743 lors de la 35e journée contre Niort et 13 130 lors de la 37e journée contre Le Havre).
Le club se classe 12e rang au classement des tribunes et 6e rang au classement des pelouses (gérée par Valenciennes Métropole).

## Équipe réserve
L'équipe réserve évolue en Régionale 1 en 2018-2019 (ex-division d'honneur). Elle est entraînée par Christophe Delmotte. Les Valenciennois terminent à la 2e place du championnat derrière l'US Vimy. Sur 26 matchs, ils en ont gagné 16 pour 8 nuls et 2 défaites. Malgré cette place de dauphin, la réserve obtient sa montée en National 3 en terminant meilleur deuxième.

## Section féminine
Les féminines du VAFC finissent en tête de leur poule de Régional 2. Elles terminent leur saison avec 37 points en 14 matchs (12 victoires, 1 nul et 1 défaite), 60 buts marqués et seulement 6 buts encaissés. Deux ans après la création de la section féminine, le VAFC est promu à l’échelon supérieur (Régional 1) qui est la troisième division du football féminin français.